# Nowakowskiella hemisphaerospora
Nowakowskiella hemisphaerospora är en svampart som beskrevs av Shanor 1942. Nowakowskiella hemisphaerospora ingår i släktet Nowakowskiella och familjen Cladochytriaceae.   Inga underarter finns listade i Catalogue of Life.